# Axel Bäckman (häradshövding)
Karl Axel Sigurd Bäckman, född 10 januari 1902 i Linköping, död 12 november 1986 i Söderhamn, var en svensk jurist.
Bäckman blev juris kandidat vid Stockholms högskola 1925, genomförde tingstjänstgöring 1925–1928 och var verksam som advokat i Söderhamn 1929–1932. Han blev tillförordnad rådman i sistnämnda stad 1932, var borgmästare där 1940–1963 (tillförordnad 1936) och häradshövding i Sydöstra Hälsinglands domsaga 1964–1969. 
Bäckman var ledamot för högern i Gävleborgs läns landsting 1935–1950. Han var ledamot av direktionen för Söderhamns lasarett 1937–1954, ordförande i Gävleborgs läns hälsovårdsförbund 1943–1959, i länsvägnämnden från 1947–1973, i Gävleborgs läns byggnadsnämndsförbund 1950–1959, i Mellersta Sveriges sparbanksförening från 1951–1971, ledamot i styrelsen för Söderhamns Sparbank 1953–1972, i Söderhamns byggnadsnämnd, hälsovårdsnämnd och skolstyrelse, ledamot i styrelsen för Svenska sparbanksföreningen 1951–1968 samt ledamot av utskrivningsnämnden för sinnessjukvården i Gävleborgs län 1968–1973. 
Bäckman var en drivande kraft för tillkomsten av Hälsinge flygflottilj (F 15) i Söderhamn och medverkade i skriften Kungliga Hälsinge flygflottilj, utgiven med anledning av 25-årsjubileet 1970 (1970). Han är begravd på Söderhamns kyrkogård.